# 스모키 (음식)
스모키(영어: smokie)는 케냐에서 길거리 음식으로 팔리는 훈제 소시지이다. 카춤바리나 다른 소스를 곁들인다.
스모키를 반으로 갈라 카춤바리를 끼운 경우 "스모키 파수아"로, 차파티 랩으로 팔면 "스모차"로 불린다.

## 같이 보기
- 커리부르스트
- 무투라